# Islândia nos Jogos Olímpicos de Inverno de 2018
A Islândia participou dos Jogos Olímpicos de Inverno de 2018, realizados na cidade de Pyeongchang, na Coreia do Sul.
O país fez sua décima oitava aparição em Olimpíadas de Inverno, sendo que participa regularmente desde os Jogos de 1976, em Innsbruck. Sua delegação foi composta de cinco atletas que competiram no esqui cross-country e no esqui alpino.

## Desempenho

### Esqui alpino
Feminino
| Atleta                     | Evento         | Descida 1 | Descida 2 | Total   | Pos. |
| -------------------------- | -------------- | --------- | --------- | ------- | ---- |
| Freydís Halla Einarsdóttir | Slalom         | 56.49     | 56.66     | 1:53.15 | 41º  |
| Freydís Halla Einarsdóttir | Slalom gigante | 1:20.02   | DNF       | DNF     | DNF  |

Masculino
| Atleta                | Evento         | Descida 1 | Descida 2 | Total | Pos. |
| --------------------- | -------------- | --------- | --------- | ----- | ---- |
| Sturla Snær Snorrason | Slalom         | DNS       | DNS       | DNS   | DNS  |
| Sturla Snær Snorrason | Slalom gigante | DNF       | DNF       | DNF   | DNF  |

### Esqui cross-country
Feminino
| Atleta                 | Evento      | Final   | Final |
| Atleta                 | Evento      | Tempo   | Pos.  |
| ---------------------- | ----------- | ------- | ----- |
| Elsa Guðrún Jónsdóttir | 10 km livre | 31:12.8 | 78º   |

Masculino
| Atleta                 | Evento                | Qualificatória   | Qualificatória | Quartas       | Quartas     | Semifinal   | Semifinal   | Final       | Final       |
| Atleta                 | Evento                | Tempo            | Pos.           | Tempo         | Pos.        | Tempo       | Pos.        | Tempo       | Pos.        |
| ---------------------- | --------------------- | ---------------- | -------------- | ------------- | ----------- | ----------- | ----------- | ----------- | ----------- |
| Snorri Einarsson       | 15 km livre           |                  |                |               |             |             |             | 37:05.6     | 56º         |
| Snorri Einarsson       | 30 km skiathlon       | Clássico 44:02.3 | 55º            | Livre 38:54.8 | 53º         |             |             | 1:23.33.9   | 56º         |
| Snorri Einarsson       | 50 km clássico        |                  |                |               |             |             |             | DNF         | DNF         |
| Isak Stianson Pedersen | Velocidade individual | 3:24.57          | 56º            | Não avançou   | Não avançou | Não avançou | Não avançou | Não avançou | Não avançou |

Legenda
| Recorde mundial      | Recorde mundial (World record)               |                       | Recorde africano                      | Recorde africano (African) |                                           | Q | Classificado por posição (Qualified) |
| Recorde olímpico     | Recorde olímpico (Olympic record)            | Recorde da América    | Recorde da América (Americas)         | q                          | Classificado por melhor tempo (Qualified) |   |                                      |
| Melhor marca do ano  | Melhor marca do ano (World leading)          | Recorde asiático      | Recorde asiático (Asian)              | DNS                        | Não largou (Did not start)                |   |                                      |
| Recorde nacional     | Recorde nacional (National record)           | Recorde europeu       | Recorde europeu (European)            | DNF                        | Não terminou (Did not finish)             |   |                                      |
| Recorde pessoal      | Recorde pessoal do atleta (Personal best)    | Recorde da Oceania    | Recorde da Oceania (Oceania)          | DSQ / DQ                   | Desclassificado (Disqualified)            |   |                                      |
| Recorde da temporada | Recorde da temporada do atleta (Season best) | Recorde sul-americano | Recorde sul-americano (South America) | NM                         | Sem marca (No mark)                       |   |                                      |